# فرانسیسک راوونی
فرانسیسک راوونی (انگلیسی: Francisque Ravony; ۲ دسامبر ۱۹۴۲ – ۱۵ فوریهٔ ۲۰۰۳) سیاست‌مدار اهل ماداگاسکار بود. وی از ۹ اوت ۱۹۹۳ تا ۳۰ اکتبر ۱۹۹۵ نخست‌وزیر این کشور بود.
فرانسیسک راوونی در ۱۵ فوریه ۲۰۰۳، در سن ۶۰ سالگی بر اثر سکته قلبی درگذشت.